# Shahrestān di Konarak
Lo shahrestān di Konarak (farsi شهرستان کنارک) è uno dei 18 shahrestān del Sistan e Baluchistan, il capoluogo è Konarak. Lo shahrestān è suddiviso in 2 circoscrizioni (bakhsh):
- Centrale (بخش مرکزی)
- Zarabad (بخش زرآباد)